# TSV Hannover-Burgdorf
TSV Hannover-Burgdorf es un club de balonmano de la localidad de Hannover, Alemania.
El Hannover-Burgdorf compite en la 1.ª División de la Bundesliga alemana de balonmano, desde la temporada 2009/2010 en la que debuta, al igual que en la Copa Alemana de Balonmano.

## Plantilla 2024-25
|  | Porteros - 16 Simon Gade - 0 Joel Birlehm Extremos izquierdos - 56 Hannes Feise - 74 Vincent Büchner Extremos derechos - 19 Marius Steinhauser - 28 Maximilian Gerbl Pívots - 04 Adam Nyfjäll - 54 Justus Fischer - 61 Koray Ayar - 0 Thomas Solstad | Laterales izquierdos - 23 Uladzislau Kulesh - 42 Martin Hanne Centrales - 22 Marian Michalczik - 25 Tilen Strmljan - 26 Jonathan Edvardsson - 0 Lukas Stutzke Laterales derechos - 10 Renārs Uščins - 0 Vilhelm Poulsen |